# Enrique Mosconi
Enrique Carlos Alberto Mosconi (Buenos Aires, 21 febbraio 1877 – Buenos Aires, 4 giugno 1940) è stato un generale e ingegnere argentino.
Primo direttore generale della compagnia petrolifera statale YPF, Mosconi è considerato il padre della politica energetica argentina.

## Biografia

### La carriera nell'esercito
Figlio dell'ingegnere italiano Enrico Mosconi e di un'argentina di discendenza irlandese, Mosconi, una volta terminate le scuole elementari entrò nel Collegio Militare della Nazione. Qui si diplomò il 20 novembre 1894 con il grado di sottotenente. Intrapresa la carriera nell'esercito fu inizialmente inquadrato nel 7º Reggimento di Fanteria di Río Cuarto, in provincia di Córdoba, salvo poi, due anni dopo, essere trasferito a Buenos Aires. Nella capitale argentina Mosconi s'iscrisse alla facoltà di ingegneria della locale università.
Tra il 1899 ed il 1900 lavorò su alcuni progetti topografici e di rilevamento nelle province di Mendoza e Neuquén. Si laureò come ingegnere civile a Buenos Aires nel 1903. In quello stesso anno fu trasferito nel Genio militare. Insieme ad altri ufficiali dell'esercito argentino soggiornò tra il 1906 ed il 1908 in Germania per studiare i moderni impianti di gassificazione ed idroelettrici che vi erano stati costruiti. Venne quindi inquadrato nell'esercito imperiale tedesco all'interno del Genio del 10º battaglione della Vestfalia. Durante il suo soggiorno in Germania Mosconi frequentò un corso magistrale presso la Scuola Superiore Tecnica d'Artiglieria a Charlottenburg. Tornato in patria nel 1909 ed inquadrato in un battaglione del genio riprese nuovamente la via dell'Europa pochi mesi più tardi su incarico dell'esercito argentino per acquistare materiale tecnico e rifornimenti. Durante questo secondo periodo europeo Mosconi approfondì le sue conoscenze in ambito telegrafico e ferroviario visitando oltre alla Germania, la Francia e l'Austria-Ungheria. Rientrò definitivamente in Argentina nel 1914. L'anno seguente fu nominato direttore dell'Arsenale Esteban de Luca, incarico che ricoprì sino al 1918.
Nel 1920 fu trasferito alla divisione aeronautica.

### Direttore di YPF
Il 16 ottobre 1922 fu nominato direttore generale della neocostituita compagnia petrolifera statale Yacimientos Petrolíferos Fiscales dal presidente argentino Marcelo T. de Alvear. Per essere pienamente operativa l'impresa ricevette un finanziamento iniziale di otto milioni di pesos dal governo nazionale, e da quel momento fu autosufficiente, finanziandosi con i profitti dell'estrazione del petrolio e senza prestiti o investimenti stranieri. L'agguerrita concorrenza delle compagnie straniere presenti nel Paese, come la Standard Oil of New Jersey, convinse Mosconi della necessità della nazionalizzazione delle risorse petrolifere presenti nel sottosuolo argentino. Il direttore di YPF maturò una concezione patriottica, detta del "nazionalismo petrolifero", del suo mandato dal momento che considerava l'azienda funzionale al rafforzamento dell'indipendenza dell'Argentina. Per Mosconi inoltre ogni lavoratore della compagnia era considerato un "soldato civile" che doveva servire gli interessi della patria. In questo modo, la difesa dell'azienda divenne la difesa della sovranità nazionale.
Grazie ad una febbrile operosità ed un'accurata pianificazione Mosconi riuscì in pochi anni a creare dal nulla una solida realtà industriale. Vennero infatti moltiplicati i siti d'estrazione, fu acquistata una petroliera e, nel 1925, fu costruita la prima raffineria argentina a La Plata. Nel giro di pochi anni YPF divenne così la prima compagnia petrolifera nel paese sudamericano, arrivando a competere con le ben più grandi e strutturate Royal Dutch Shell e Standard Oil, imprese che fino ad allora si erano spartite il mercato argentino.
Nel 1925 Mosconi considerò la possibilità di una società mista pubblico-privata, ma già tre anni dopo aveva ritrattato l'idea.
Tra il 1927 ed il 1928 girò nei vari paesi sudamericani per raccontare ai governi locali l'esperienza della YPF e la necessità di una comune politica energetica da parte delle nazioni latinoamericane. Mosconi riteneva infatti di fondamentale importanza per la sovranità di ciascun paese che lo stato assegnasse ad una compagnia pubblica il monopolio per lo sfruttamento delle risorse naturali, contrastando così le influenze delle grandi compagnie petrolifere straniere.
Dopo il golpe del 1930 che rovesciò il presidente Hipólito Yrigoyen, Mosconi decise di non collaborare con la dittatura ed i successivi governi del decennio infame.

## Omaggi ed eredità
Alla memoria di Mosconi sono state intitolate tre località, rispettivamente nella provincia di Salta, di Formosa e nel Chubut. L'aeroporto internazionale di Comodoro Rivadavia è stato dedicato alla memoria del militare.
Alcuni governi sudamericani decisero di seguire i consigli di Mosconi e di creare compagnie statali dedite all'estrazione, alla raffinazione e al commercio del petrolio. Nel 1931 il presidente uruguaiano Gabriel Terra fondò la ANCAP. Cinque anni più tardi, al termine della guerra del Chaco, il presidente boliviano David Toro creò l'impresa statale YPFB.